# Launceston (Tasmanie)
Pour les articles homonymes, voir Launceston.
 (mai 2018).
Si vous disposez d'ouvrages ou d'articles de référence ou si vous connaissez des sites web de qualité traitant du thème abordé ici, merci de compléter l'article en donnant les références utiles à sa vérifiabilité et en les liant à la section « Notes et références ».
Launceston (/ˈlɒnsɛstən) ou (/ˈlɔːnsɛstən) est une ville australienne située au nord de la Tasmanie, au confluent des rivières North Esk et South Esk où elles forment le fleuve Tamar. 
En 2021, la zone urbaine de Launceston comptait 90 953 habitants. C'est la deuxième ville la plus peuplée de Tasmanie après Hobart, la capitale de l'État. En 2020, Launceston était la 18e plus grande ville d'Australie, la cinquième plus grande ville de l'intérieure des terres et la neuvième plus grande ville non-capitale d'Australie. Cette même année, elle a été classée comme l'une des villes de province les plus attrayantes pour s'installer du fait de sa qualité de vie,. Elle a été nommée ville australienne de l'année en 2022.
Fondée par les Européens en mars 1806, Launceston est l'une des plus anciennes villes d'Australie et possède de nombreux bâtiments historiques. La ville a été souvent à la pointe du progrès : elle a été la première ville australienne à disposer d'égouts souterrains et la première ville australienne à être éclairée grâce à l'hydroélectricité. 
La ville bénéficie d'un climat maritime avec quatre saisons distinctes ; en été il y fait sensiblement plus chaud qu'au sud de l'île. L'administration de l'agglomération est partagée entre trois zones de gouvernement local : la Ville de Launceston, le Conseil de la vallée Meander et le Conseil de Tamar Ouest.
Comme de nombreuses villes d'Australie, elle tient son nom d'une ville du Royaume-Uni, en l’occurrence Launceston, en Cornouailles, mais avec une différence de prononciation: Launceston, en Cornouailles, se prononce "/ˈlɔːns(t)ən/" ou "/ˈlɑːns(t)ən/" alors que la ville tasmanienne se prononce "/ˈlɒnsəstən/".

## Histoire
Les premiers habitants de la région de Launceston furent des aborigènes tasmaniens, censés être originaires de la tribu des North Midlands. Walter George Arthur, qui a intenté une action contre la reine Victoria in 1847 alors qu'il était interné à Flinders Island, avec d'autres aborigènes, a vécu pendant plusieurs années à Launceston comme de nombreux enfants sans domicile, avant d'être pris en charge par George Augustus Robinson qui l'a envoyé à l'école des orphelins de Hobart en 1832.
Les premiers blancs ne sont arrivés qu'en 1798, quand George Bass et Matthew Flinders furent missionnés pour vérifier l'existence d'un détroit entre l'Australie et le Van Diemen's Land (maintenant Tasmanie). Ils ont d'abord débarqué à Dalrymple (l'embouchure de la Tamar River), 40 kilomètres au nord-ouest de Launceston.
Les premières installations coloniales significatives datent de 1804, quand le commandant de la garnison britannique, le  Lt. Col. William Paterson, et ses hommes installèrent un campement sur le site actuel de George Town. Quelques semaines plus tard, leur campement fut déplacé de l'autre côté de la rivière, à York Town, et un an plus tard à sa situation finale où se trouve actuellement Launceston.

## Climat
Launceston possède un climat océanique (Köppen: Cfb), avec des étés tièdes et assez secs et des hivers frais et relativement humides. Les temps maximales varient de 24,7 ºC en janvier à 12,7 ºC en juillet; tandis que les temps minimales rangent de 12,5 ºC en janvier à 2,4 ºC en juillet. La pluviométrie moyenne est assez basse: 681,2 mm, et il y a 127.0 jours pluvieux par an. La température la plus élevée enregistrée est de 39,0 ºC le 30 janvier 2009, tandis que la température la plus basse est de −5,2 ºC le 23 juillet 1991.
| Mois                                  | jan.     | fév.      | mars      | avril     | mai       | juin      | jui.      | août      | sep.      | oct.      | nov.      | déc.      | année           |
| ------------------------------------- | -------- | --------- | --------- | --------- | --------- | --------- | --------- | --------- | --------- | --------- | --------- | --------- | --------------- |
| Température minimale moyenne (°C)     | 12,5     | 12,3      | 10,4      | 7,5       | 5         | 2,9       | 2,4       | 3,7       | 5,3       | 7,1       | 9,2       | 10,9      | 7,4             |
| Température maximale moyenne (°C)     | 24,7     | 24,6      | 22,7      | 19        | 15,8      | 13,2      | 12,7      | 13,9      | 15,8      | 18,1      | 20,7      | 22,7      | 18,7            |
| Record de froid (°C) date du record   | 2,5 1983 | 3,4 1982  | 0,5 1987  | −1,5 1981 | −3 2002   | −4,9 1983 | −5,2 1991 | −3,5 1997 | −2,4 1994 | −1,4 2006 | −2 1981   | −2 1995   | −5,2 23/07/1991 |
| Record de chaleur (°C) date du record | 39 2009  | 34,4 1983 | 33,5 2019 | 27,7 1985 | 22,9 2018 | 18,4 2005 | 18,4 2013 | 20,3 2004 | 24,8 1987 | 28,7 2017 | 30,7 1987 | 34,1 2019 | 39 30/01/2009   |
| Ensoleillement (h)                    | 285,2    | 254,3     | 235,6     | 195       | 151,9     | 132       | 142,6     | 170,5     | 195       | 244,9     | 258       | 279       | 2 544           |
| Précipitations (mm)                   | 45,8     | 31,4      | 41        | 51,6      | 62,7      | 68,9      | 79,5      | 82,8      | 63        | 53,3      | 50,9      | 48,3      | 681,2           |
| Nombre de jours avec précipitations   | 7,3      | 6,2       | 6,9       | 8,9       | 11,4      | 12,8      | 14,6      | 15,5      | 13,8      | 11,5      | 9,8       | 8,3       | 127             |
| Humidité relative (%)                 | 48       | 49        | 48        | 56        | 63        | 69        | 69        | 63        | 59        | 54        | 52        | 49        | 57              |

## Villes jumelles

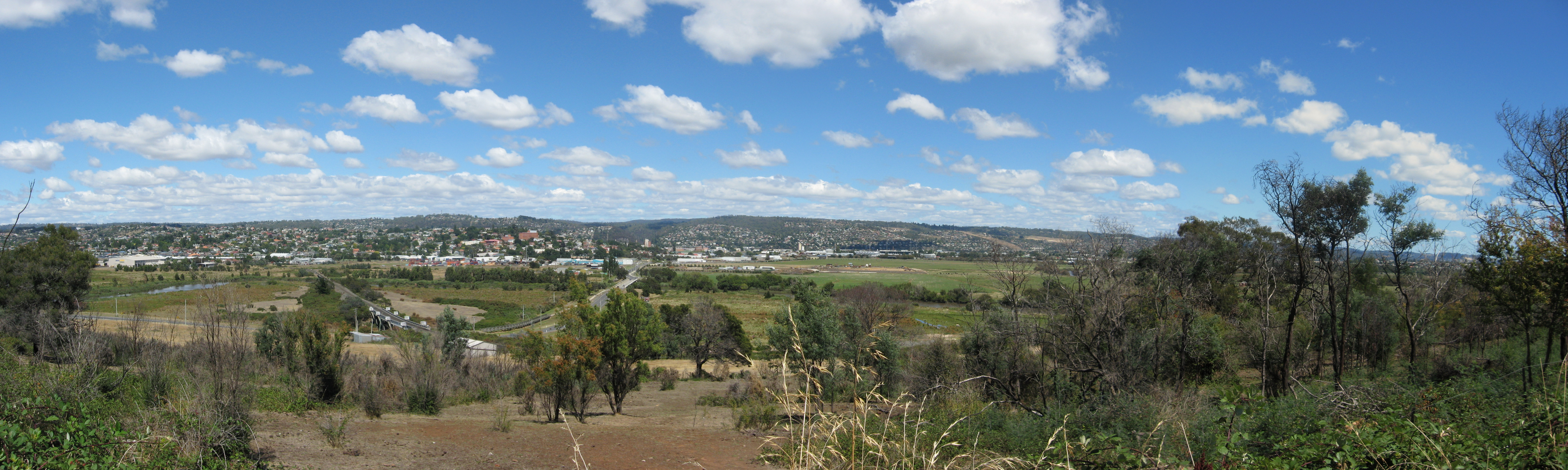
Launceston.

Launceston est jumelée avec :
- Ikeda, Japon, 1er novembre 1965 ;
- Napa, États-Unis, 6 juin 1988 ;
- Taiyuan, Chine, 28 novembre 1995.

## Personnalités
- Tamara McKinley, romancière, y est née.
- Peter Sculthorpe, compositeur, y est né en 1929.
- Rachael Taylor, actrice, y est née le 11 juillet 1984.
- Simon Baker, acteur, y est né le 30 juillet 1969.
- Richie Porte, coureur cycliste, y est né le 30 janvier 1985.